# كنيس كتر التوراة بسوسة
كنيس كتر التوراة بسوسة (بالعبرية: כתר תורה‏) هو كنيس تونسي يقعُ في مدينة سوسة.

## التاريخ
كان لمدينة سوسة جالية يهودية كبيرة تعود أصولها إلى الحضارة القرطاجيّة. سجَّلَ إحصاءٌ يعود تاريخه إلى عام 1853 حوالي 400 عائلة يهودية. بُني كنيس كتر التوراة في عام 1913، وذلك بمبادرةٍ من يوسف غيز الحاخام الأكبر لسوسة وأول كبير حاخامات تونس، وعَليهِ يُعتبر الكنيس بمثابة الكنيس الرئيسي للجالية اليهودية في المدينة.
بحلول عام 1946، وصلَ عددُ الجاليّة اليهودية في تونس إلى حوالي 3530 نسمة لكنّ هذا العدد استمر في الانخفاض حتى وصل إلى 36 نسمة فقط في أيّار/مايو 2006، وبقي في المدينة ما يصل إلى ستة معابد يهودية بما في ذلك المعبد اليهودي الكبير بسوسة وكذا كنيس كتر التوراة الذي لا زال يعملُ حتى يومنا هذا.
أعلن المعهد الوطني للتراث في السادس من كانون الأول/ديسمبر 2019 عن إدراج الكنيس في قائمة التراث النهائي لمنظمة العالم الإسلامي للتربية والعلوم والثقافة.